# بورتاليس

بورتاليس

بورتاليس (بالإنجليزية: Portales)‏ هي عاصمة مقاطعة روزفلت في ولاية نيومكسيكو في الولايات المتحدة الأمريكية. وبلغ عدد سكانها العام 2000 حوالي 11000 نسمة.

## التركيبة السكانية
حدّد مكتب تعداد الولايات المتحدة بيانات التركيبة السكانية لبورتاليس في تعداد الولايات المتحدة. في ما يلي، التركيبة السكانية حسب تعدادي 2000 و2010.

### تعداد عام 2000
بلغ عدد سكان بورتاليس 11,131 نسمة بحسب تعداد عام 2000، وبلغ عدد الأسر 4,188 أسرة وعدد العائلات 2,658 عائلة مقيمة في المدينة. في حين سجلت الكثافة السكانية 540.9 نسمة لكل كيلومتر مربع (1,400.9/ميل2). وبلغ عدد الوحدات السكنية 4,862 وحدة بمتوسط كثافة قدره 236.2 لكل كيلومتر مربع (611.8/ميل2).
وتوزع التركيب العرقي للمدينة بنسبة 68.80% من البيض و2.28% من الأمريكيين الأفارقة و1.12% من الأمريكيين الأصليين و0.96% من الأمريكيين ذوي الأصول الآسيوية و0.09% من سكان جزر المحيط الهادئ و23.39% من الأعراق الأخرى و3.35% من عرقين مختلطين أو أكثر و38.13% من الهسبانيون أو اللاتينيون من أي عرق.
بلغ عدد الأسر 4,188 أسرة كانت نسبة 36.8% منها لديها أطفال تحت سن الثامنة عشر تعيش معهم، وبلغت نسبة الأزواج القاطنين مع بعضهم البعض 45.3% من أصل المجموع الكلي للأسر، ونسبة 14.2% من الأسر كان لديها معيلات من الإناث دون وجود شريك، بينما كانت نسبة 4% من الأسر لديها معيلون من الذكور دون وجود شريكة وكانت نسبة 36.5% من غير العائلات. تألفت نسبة 27.8% من أصل جميع الأسر من عدة أفراد يعيشون في نفس المنزل ونسبة 10% كانت تتألف من شخص يعيش بمفرده يبلغ من العمر 65 عاماً أو أكثر. وبلغ متوسط حجم الأسرة المعيشية 2.49، أما متوسط حجم العائلات فبلغ 3.09.
بلغ العمر الوسطي للسكان 27.3 عاماً. وكانت نسبة 26% من القاطنين تحت سن الثامنة عشر، وكانت نسبة 15.2% بين الثامنة عشر والرابعة والعشرين عاماً، ونسبة 24.9% كانت واقعةً في الفئة العمرية ما بين الخامسة والعشرين والرابعة والأربعين عاماً، ونسبة 15.8% كانت ما بين الخامسة والأربعين والرابعة والستين، ونسبة 11.6% كانت ضمن فئة الخامسة والستين عاماً فما فوق. يوجد لكل 100 أنثى 94.3 ذكر، ويوجد لكل 100 أنثى في الثامنة عشر من عمرها فما فوق 90.8 ذكر.
بلغ متوسط دخل الأسرة في المدينة 24,658 دولارًا، أما متوسط دخل العائلة فبلغ 30,462 دولارًا. وكان متوسط دخل الذكور 27,080 دولارًا مقابل 20,625 دولارًا للإناث. وسجل دخل الفرد الخاص بالمدينة 12,935 دولارًا. وكانت نسبة 18.8% من العائلات ونسبة 24.9% من السكان تحت خط الفقر، وكان من هؤلاء نسبة 25.5% تحت سن الثامنة عشر ونسبة 17.5% في الخامسة والستين من العمر وما فوق.

### تعداد عام 2010
بلغ عدد سكان بورتاليس 12,280 نسمة بحسب تعداد عام 2010، وبلغ عدد الأسر 4,527 أسرة وعدد العائلات 2,695 عائلة مقيمة في المدينة. في حين سجلت الكثافة السكانية 596.7 نسمة لكل كيلومتر مربع (1,545.4/ميل2). وبلغ عدد الوحدات السكنية 4,968 وحدة بمتوسط كثافة قدره 241.4 لكل كيلومتر مربع (625.2/ميل2).
وتوزع التركيب العرقي للمدينة بنسبة 74.68% من البيض و2.55% من الأمريكيين الأفارقة و1.56% من الأمريكيين الأصليين و1.24% من الأمريكيين ذوي الأصول الآسيوية و0.04% من سكان جزر المحيط الهادئ و16.15% من الأعراق الأخرى و3.79% من عرقين مختلطين أو أكثر و42.98% من الهسبانيون أو اللاتينيون من أي عرق.
بلغ عدد الأسر 4,527 أسرة كانت نسبة 34.6% منها لديها أطفال تحت سن الثامنة عشر تعيش معهم، وبلغت نسبة الأزواج القاطنين مع بعضهم البعض 40.6% من أصل المجموع الكلي للأسر، ونسبة 13.9% من الأسر كان لديها معيلات من الإناث دون وجود شريك، بينما كانت نسبة 5% من الأسر لديها معيلون من الذكور دون وجود شريكة وكانت نسبة 40.5% من غير العائلات. تألفت نسبة 30.8% من أصل جميع الأسر من عدة أفراد يعيشون في نفس المنزل ونسبة 10.4% كانت تتألف من شخص يعيش بمفرده يبلغ من العمر 65 عاماً أو أكثر. وبلغ متوسط حجم الأسرة المعيشية 2.49، أما متوسط حجم العائلات فبلغ 3.17.
بلغ العمر الوسطي للسكان 27.1 عاماً. وكانت نسبة 25.6% من القاطنين تحت سن الثامنة عشر، وكانت نسبة 20.6% بين الثامنة عشر والرابعة والعشرين عاماً، ونسبة 24.5% كانت واقعةً في الفئة العمرية ما بين الخامسة والعشرين والرابعة والأربعين عاماً، ونسبة 18.1% كانت ما بين الخامسة والأربعين والرابعة والستين، ونسبة 11.2% كانت ضمن فئة الخامسة والستين عاماً فما فوق. وتوزع التركيب الجنسي للسكان بنسبة 49.8% ذكور و50.2% إناث.

## المناخ
يظهر الجدول التالي التغييرات المناخية على مدار السنة لبورتاليس:
| البيانات المناخية لـبورتاليس      | البيانات المناخية لـبورتاليس | البيانات المناخية لـبورتاليس | البيانات المناخية لـبورتاليس | البيانات المناخية لـبورتاليس | البيانات المناخية لـبورتاليس | البيانات المناخية لـبورتاليس | البيانات المناخية لـبورتاليس | البيانات المناخية لـبورتاليس | البيانات المناخية لـبورتاليس | البيانات المناخية لـبورتاليس | البيانات المناخية لـبورتاليس | البيانات المناخية لـبورتاليس | البيانات المناخية لـبورتاليس |
| الشهر                             | يناير                        | فبراير                       | مارس                         | أبريل                        | مايو                         | يونيو                        | يوليو                        | أغسطس                        | سبتمبر                       | أكتوبر                       | نوفمبر                       | ديسمبر                       | المعدل السنوي                |
| --------------------------------- | ---------------------------- | ---------------------------- | ---------------------------- | ---------------------------- | ---------------------------- | ---------------------------- | ---------------------------- | ---------------------------- | ---------------------------- | ---------------------------- | ---------------------------- | ---------------------------- | ---------------------------- |
| متوسط درجة الحرارة الكبرى °ف (°م) | 54.3 (12.4)                  | 59.3 (15.2)                  | 67.0 (19.4)                  | 75.5 (24.2)                  | 83.9 (28.8)                  | 91.0 (32.8)                  | 91.8 (33.2)                  | 89.7 (32.1)                  | 84.4 (29.1)                  | 74.9 (23.8)                  | 62.9 (17.2)                  | 53.4 (11.9)                  | 74.0 (23.3)                  |
| متوسط درجة الحرارة الصغرى °ف (°م) | 23.9 (−4.5)                  | 27.3 (−2.6)                  | 33.3 (0.7)                   | 41.2 (5.1)                   | 51.3 (10.7)                  | 60.5 (15.8)                  | 64.3 (17.9)                  | 63.3 (17.4)                  | 55.6 (13.1)                  | 44.1 (6.7)                   | 32.0 (0.0)                   | 24.1 (−4.4)                  | 43.4 (6.3)                   |
| الهطول إنش (مم)                   | 0.60 (15)                    | 0.40 (10)                    | 0.80 (20)                    | 0.74 (19)                    | 1.54 (39)                    | 2.53 (64)                    | 2.52 (64)                    | 3.25 (83)                    | 1.91 (49)                    | 1.67 (42)                    | 0.68 (17)                    | 0.70 (18)                    | 17.32 (440)                  |
| متوسط تساقط الثلوج إنش (سم)       | 1.5 (3.8)                    | 1.2 (3.0)                    | 0.6 (1.5)                    | 0.1 (0.25)                   | 0.0 (0.0)                    | 0.0 (0.0)                    | 0.0 (0.0)                    | 0.0 (0.0)                    | 0.0 (0.0)                    | 0.1 (0.25)                   | 0.4 (1.0)                    | 2.4 (6.1)                    | 6.3 (16)                     |
| المصدر: NOAA                      |                              |                              |                              |                              |                              |                              |                              |                              |                              |                              |                              |                              |                              |

## أعلام
- كينت جونز
- كودي روس
- واشنطن ألسويرث ليندسي
- أوسكار أكوستا
- جاك ويليامسون